# 高橋貞一郎
高橋 貞一郎（たかはし ていいちろう、1897年〈明治30年〉 - 1955年〈昭和30年〉9月18日）は、長野県岡谷市出身の洋画家。諏訪地域の美術界の草創期を支え、美術教育にも力を注いだ人物である。

## 来歴
この節の出典:
長野県諏訪郡平野村（現・岡谷市）出身。長野県立諏訪中学校（現・長野県諏訪清陵高等学校。教師に西岡瑞穂がいた）を経て、長野師範学校（現・信州大学教育学部）を卒業。
1922年、岸田劉生に師事し、「夏牛」の雅号が贈られた。教員をしながら油絵を制作。母校である諏訪中学校で絵画部顧問を勤め、同部の教え子に矢崎博信がいる。
1937年、フランスへ留学しポール・セザンヌを研究。一水会会員、日展委嘱作家となった。

### 家族
長女は洋画家の宮原麗子(一水会委員・女流画家協会委員）
五男は洋画家で女子美術大学名誉教授、国画会会員の高橋靖夫(1938年−2021年4月29日)。
孫、宮原むつ美（麗子の娘）も画家として、スペインを拠点に制作活動を行っている
。

## パブリック・コレクション
- 市立岡谷美術考古館
- 諏訪市美術館（片倉館敷地内）
- 茅野市美術館
- 長野県立美術館

## 関連書籍
- 『宮坂勝・高橋貞一郎』長野県信濃美術館(宮坂勝と高橋貞一郎遺作展図録1980年.10.04-10.26)
- 『高橋貞一郎滞欧作品集1』美術工芸会、1940年国会図書館
- 高橋靖夫著『最新透視図技法 着彩編』相模書房(1977年)ISBN 978-4782477069
- 高橋靖夫、高橋久美子著『最新透視図技法 入門編』相模書房 (1980年)ISBN 978-4782480021
- 高橋靖夫著『最新透視図技法 図法編』相模書房 (1983年)ISBN 978-4782483015